# Алансонське мереживо

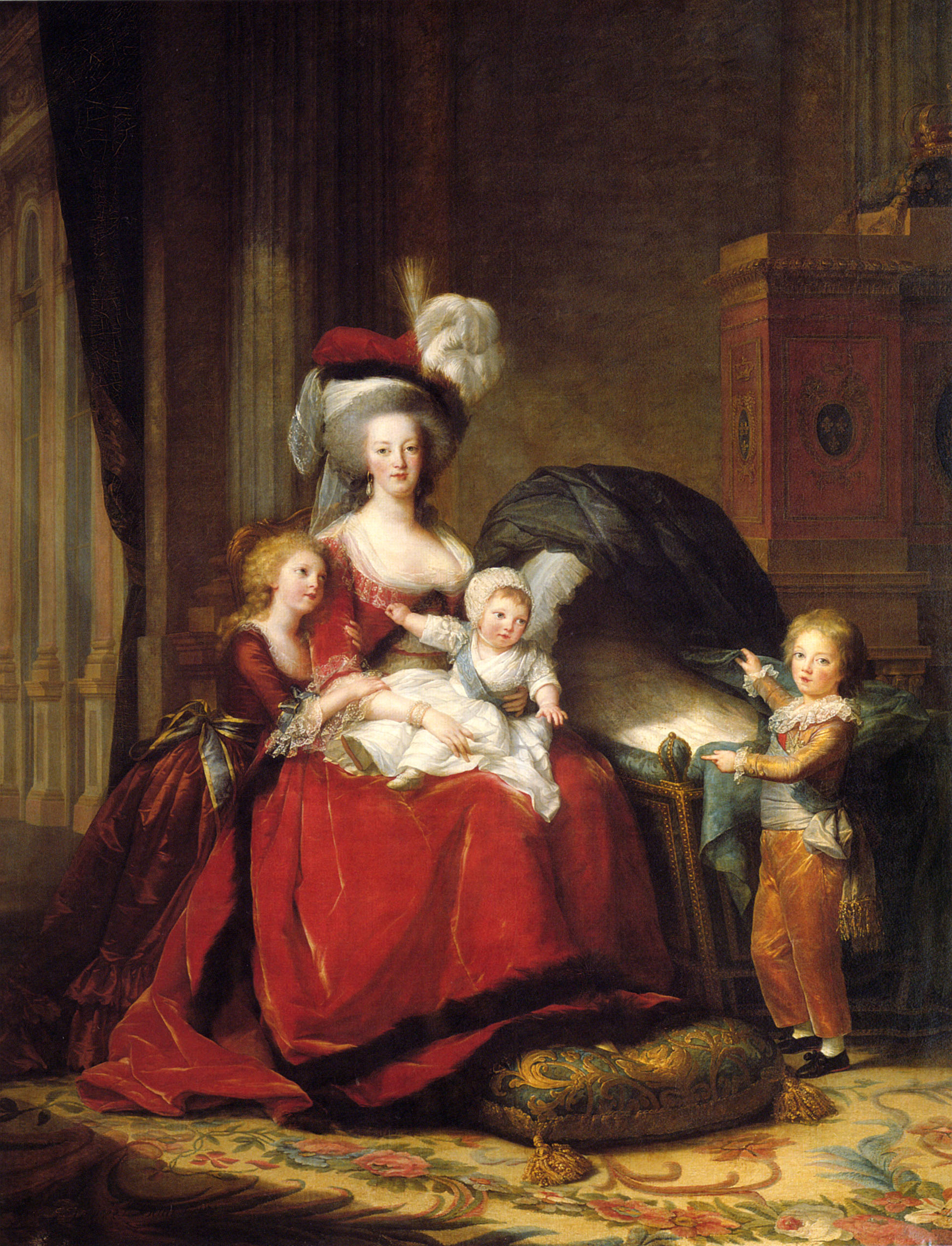
Марія-Антуанетта де Лотарингія-Гасбург та її діти, Елізабет-Луїза Віже-Лебрен (1787),
Версаль, Національний музей Шато і Тріанон.Королева зображена в сукні, обробленій алансонським мереживом.

Алансонське мереживо (UK [ˈælənsɒn[непідтримувані символи]æˈlɒ̃sɒ̃], US [əˈlɛnsɒn[непідтримувані символи]-sən]) або пуа-д'Алансон (фр.: [pwɛ̃ dalɑ̃sɔ̃]) — голкове мереживо, яке походить з Алансона, Франція. Його іноді називають «королевою мережива».
Виготовлення мережива почалося в Алансоні в XVI столітті, а місцева промисловість швидко розширилася під час правління Людовика XIV Жаном Батистом Кольбером, який заснував у місті Королівську майстерню для виробництва мережива у венеціанському стилі в 1665 році. Мета заснування ця майстерня мала зменшити залежність французького двору від дорогого іноземного імпорту. Марта Ла Пер'єр модифікувала венеціанську техніку, і Алансон з'явився як унікальний стиль приблизно в 1675 році після того, як монополія Кольбера припинилася. Мереживо використовує сітчасту основу та включає мотиви візерунків із рельєфним контуром щільно розташованих стібків для петель, зовнішній край, прикрашений піко, і відкриті ділянки з декоративними начинками.

## Історія
Хоча попит на мереживо різко впав після Французької революції, воно частково відновило свою популярність під час Другої Французької імперії. Св. Марі-Азелі Герен Мартен мати Св. Терези з Лізьє була відомою мереживницею в Алансоні. Бамба Мюллер, дружина махараджи Дуліпа Сінґха, одягла сукню з оздобленням Alençon під час свого весілля в Александрії, Єгипет, у 1864 році. Виробництво алансонського мережива прийшло в кінцевий занепад наприкінці XIX століття зі змінами в моді та появою дешевшого мережива машинного виробництва.
Ручне плетіння мережива збереглося в невеликих масштабах, і техніка була збережена кармелітками в Алансоні. У 1976 році в місті була заснована Національна мереживна майстерня, щоб забезпечити збереження цієї техніки мережива. Існує постійна виставка мережива та експозиція, що демонструє, як воно виготовляється, у Музеї витончених мистецтв та де ла Дентель, розташованому в центрі міста та примикаючи до Майстерні. Самі майстерні відкриті для відвідування лише в певні дні року.
ЮНЕСКО визнала незвичайну майстерність цього мережива та додала його до свого Репрезентативного списку нематеріальної культурної спадщини людства у листопаді 2010 року.